# Volkswagen Caddy
Pour les articles homonymes, voir Caddy.
 (avril 2023).
Le Volkswagen Caddy est un modèle d'automobile et de véhicule utilitaire développé par le constructeur allemand Volkswagen. Initialement un pick-up utilitaire, le Caddy est introduit sur les marchés internationaux en 1980, et en Europe à partir de 1982. Depuis, plusieurs générations se sont succédé sous forme de pick-ups, d'utilitaires légers ou encore de ludospaces dérivées de différents véhicules du groupe Volkswagen.

## Volkswagen Caddy I (Type 14)

### Historique
Lancée en 1980, le Volkswagen Caddy I est un Pick-up basé sur la plate-forme A1 issue du Groupe Volkswagen. Il incarne une version utilitaire de la voiture familiale Volkswagen Golf I.
Le marché des pick-ups étant en pleine expansion aux États-Unis, Volkswagen décidait, en 1979, de lancer la production du Volkswagen Caddy dans l'usine d'assemblage de Westmoreland, dans l'État américain de Pennsylvanie.
Produit jusqu'en 1992, le Caddy fut vendu en Amérique du Nord sous le nom de Volkswagen Rabbit Pickup avec deux niveaux de finition : Sportruck et LX. Il avait pour principaux concurrents les Subaru Brat  et Ford Courier.
En 1982, Le Caddy arrive sur le marché européen. Il est assemblé dans l'usine TAS de Sarajevo en Bosnie-Herzégovine jusqu'en 1992.
Le Caddy fut également produit sur le marché sud-africain sous le nom de Volkswagen Pickup, où une partie de la chaîne d'assemblage fut importée de l'usine de Westmoreland aux États-Unis.
Comme pour la Volkswagen Citi Golf, véhicule à bas coût exclusivement vendu en Afrique du Sud dérivé de la Volkswagen Golf I, la production du Caddy est arrêtée en 2009.

### Motorisations
| Essence                             | Essence             | Essence   | Essence                      | Essence                |
| Modèle                              | Cylindres/ soupapes | Cylindrée | Puissance maxi               | Couple maxi            |
| ----------------------------------- | ------------------- | --------- | ---------------------------- | ---------------------- |
| Rabbit Pickup 1.7                   | 4 / 8               | 1 715 cm3 | 54 kW (74 ch) à 5 500 tr/min | 121 N m à 3 000 tr/min |
| Caddy 1.5                           | 4 / 8               | 1 457 cm3 | 51 kW (70 ch) à 5 600 tr/min | 102 N m à 3 500 tr/min |
| Caddy 1.6 + Pickup (Afrique du Sud) | 4 / 8               | 1 595 cm3 | 60 kW (82 ch) à 5 200 tr/min | 131 N m à 4 000 tr/min |
| Caddy 1.6                           | 4 / 8               | 1 595 cm3 | 55 kW (74 ch) à 5 000 tr/min | 125 N m à 2 500 tr/min |
| Caddy 1.8                           | 4 / 8               | 1 781 cm3 | 70 kW (95 ch) à 5 000 tr/min | 142 N m à 3 000 tr/min |
| Diesel                              |                     |           |                              |                        |
| Modèle                              | Cylindres/ Soupapes | Cylindrée | Puissance maxi               | Couple maxi            |
| Rabbit Pickup 1.5 D                 | 4 / 8               | 1 471 cm3 | 35 kW (48 ch) à 5 000 tr/min | 82 N m à 2 800 tr/min  |
| Caddy 1.6 D                         | 4 / 8               | 1 588 cm3 | 40 kW (54 ch) à 4 800 tr/min | 102 N m à 2 800 tr/min |

### Galerie d'images

Volkswagen Caddy Type 14
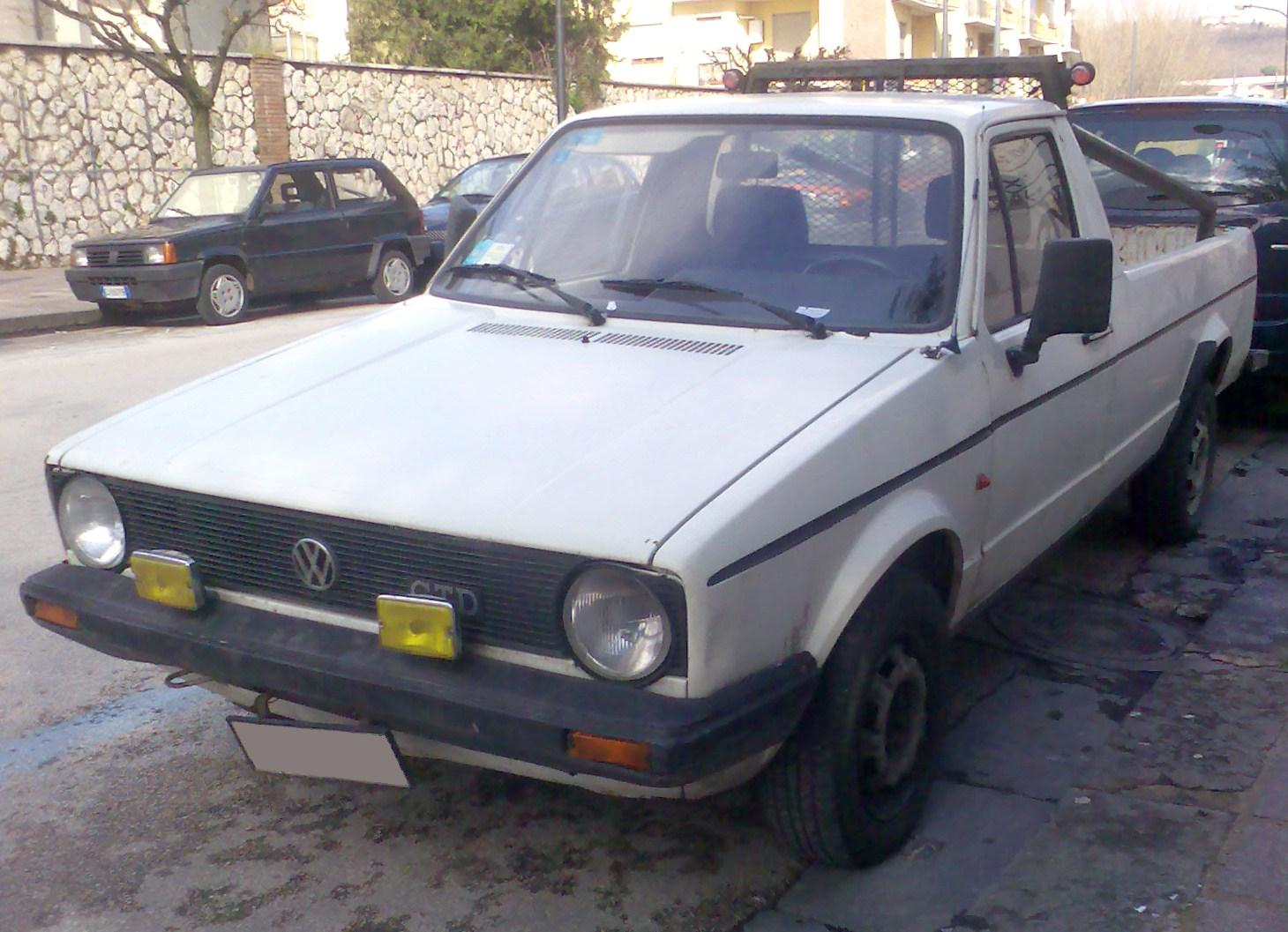
Vue de l'avant
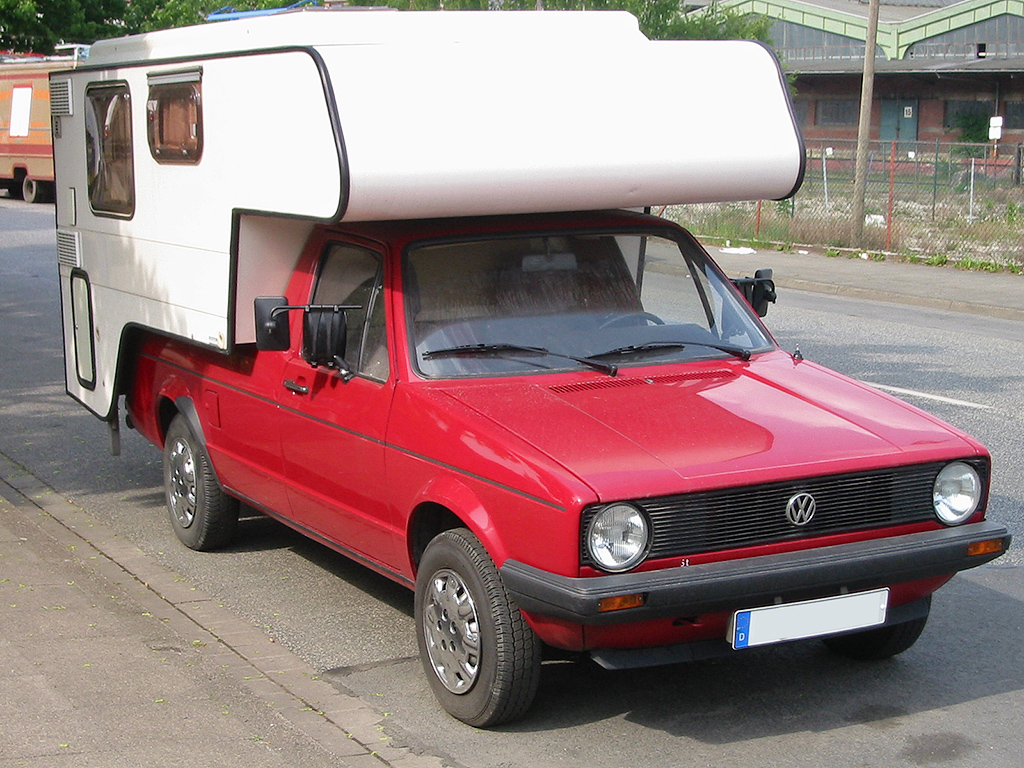
Vue de l'avant (camping-car)
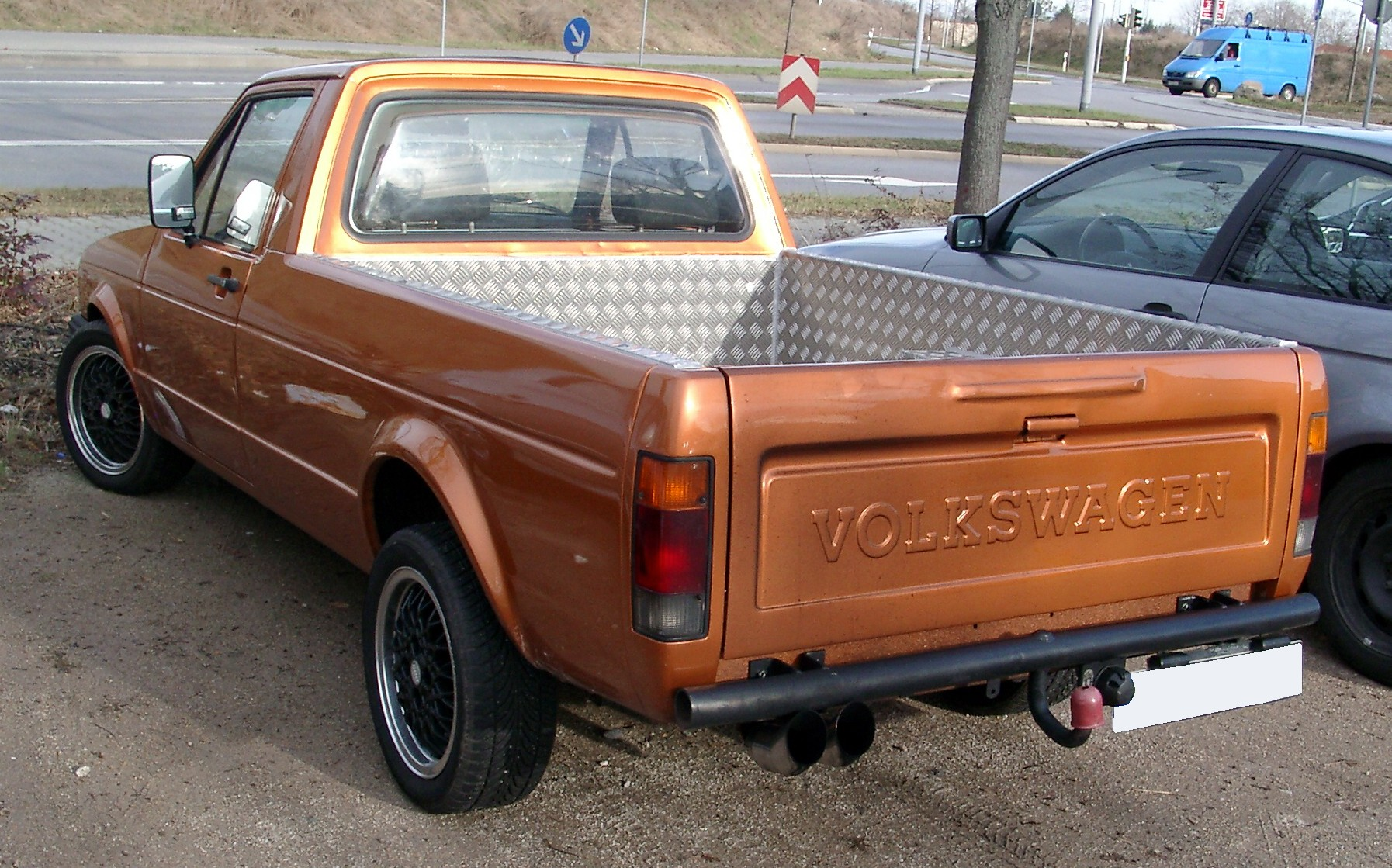
Vue de l'arrière
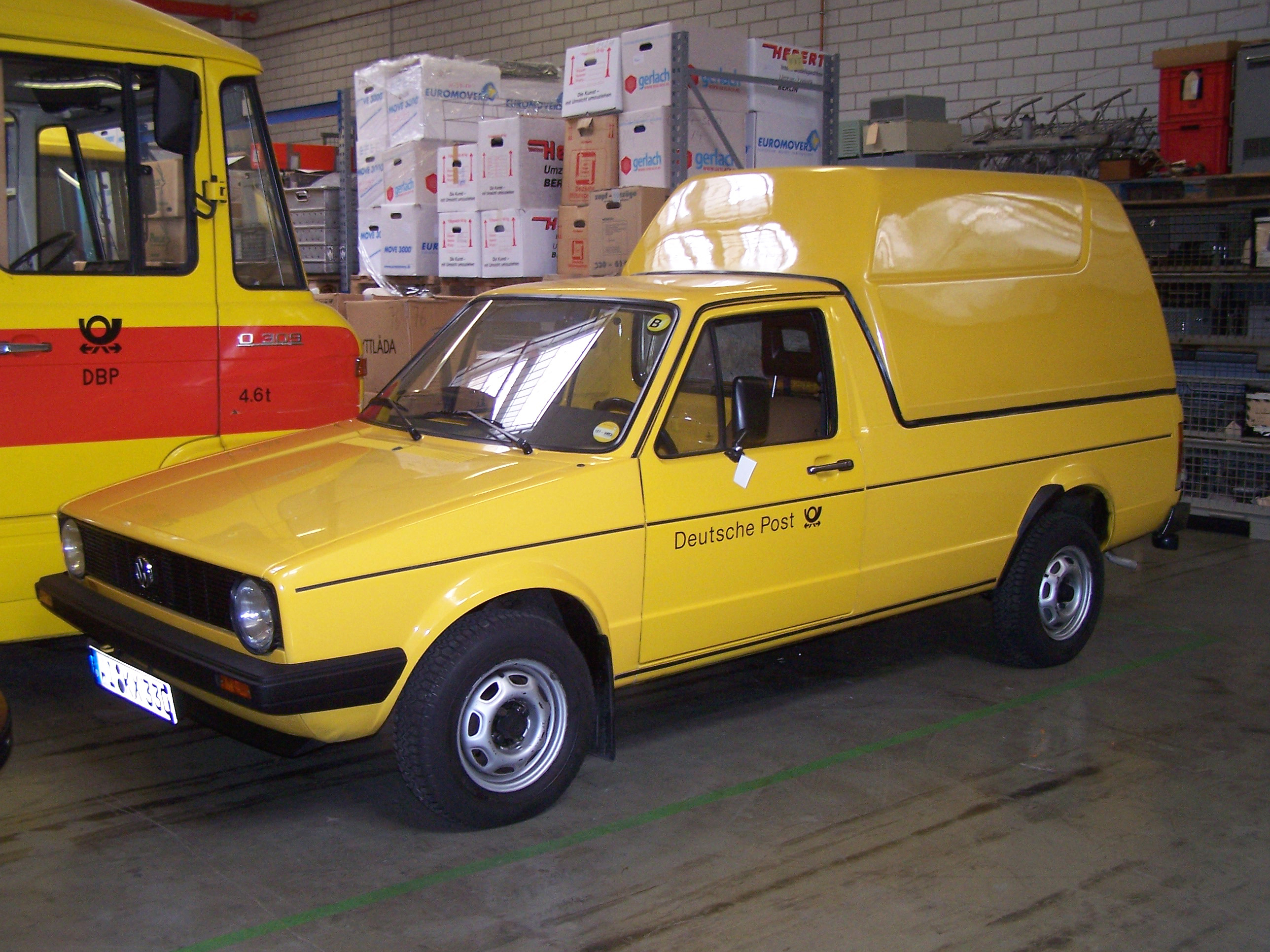
Volkswagen Caddy utilisé par la Deutsche Bundespost
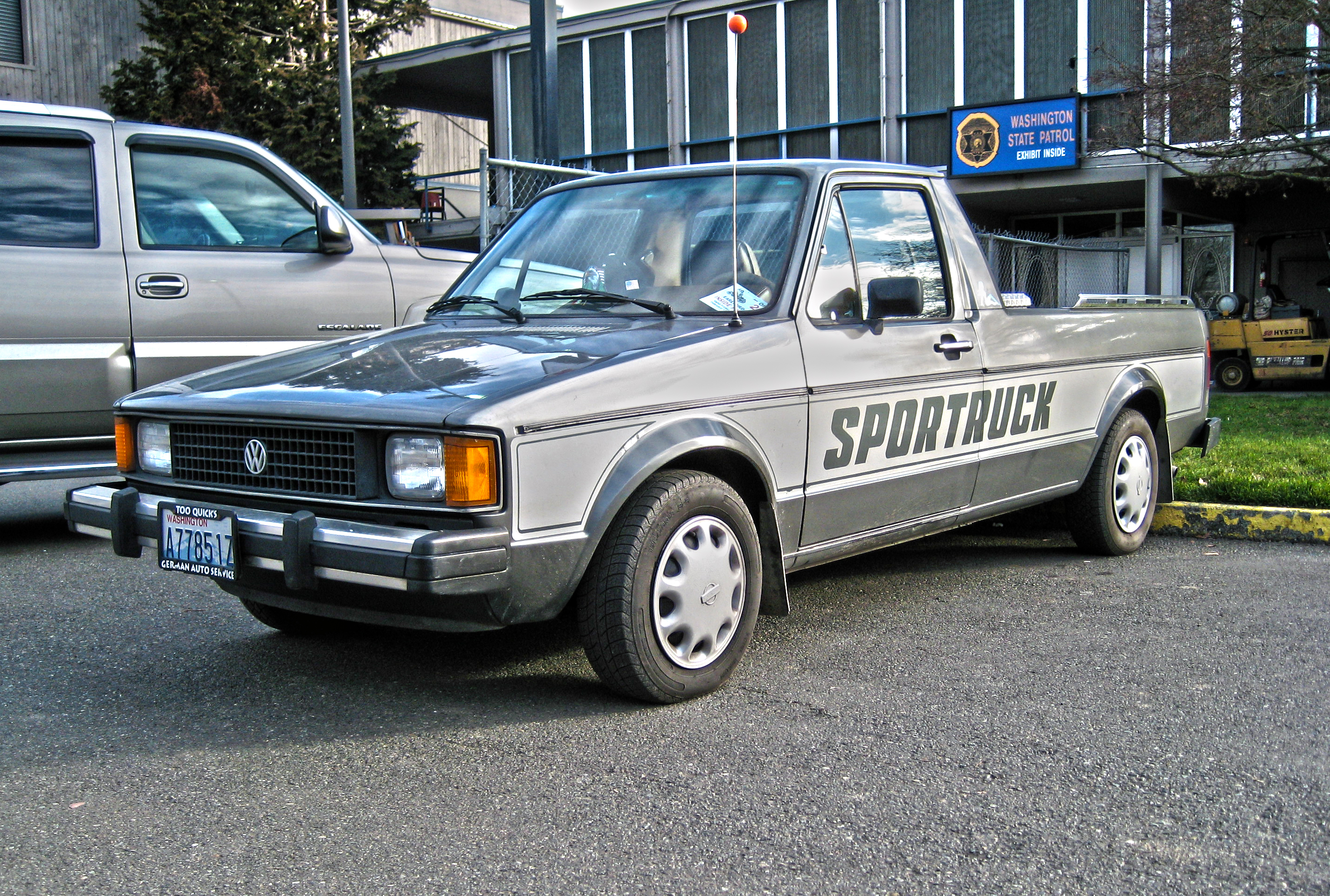
Volkswagen Rabbit Pickup Sportruck

## Volkswagen Caddy II (Type 9K)

### Historique
La deuxième génération du Caddy est lancée en 1995. Contrairement à son prédécesseur, le Volkswagen Caddy 9K est basé sur la plateforme des Seat Ibiza II et Seat Córdoba I dérivée de la plateforme A3 de la Volkswagen Polo III,.
La gamme s'enrichit d'une version ludospace dotée de 5 places appelée Volkswagen Caddy Kombi.
Le Caddy est fabriqué à Martorell en Espagne, dans l'usine d'assemblage du constructeur automobile Seat, filiale du Groupe Volkswagen depuis 1986.
Cette version du Caddy a été produite de 1996 à 2003 en Espagne. Ce modèle est une Seat Inca rebadgé Volkswagen Caddy. Une version typée BBS exclusivement commercialisée sur le marché du Benelux fait office de "véhicule d'exception" pour les amateurs de la marque.
Dans sa version utilitaire, le Caddy 9K possède un volume de chargement de 2 900 litres.
2 705 exemplaires de la Seat Inca ont été fabriqués en Argentine, du 13 août 1999 à 2001.
Il a bénéficié, à partir de 2005, un restylage de la face avant sur le modèle de la Polo 6N2. Les nombreux spécialistes de ces modèles, estiment les motorisations de type SDI comme étant les plus fiables, laissant ainsi en totale désuétude leurs confrères à version TDI réputées cassantes.

### Motorisations
| Essence            | Essence             | Essence   | Essence                         | Essence                |
| Modèle             | Cylindres/ soupapes | Cylindrée | Puissance maxi                  | Couple maxi            |
| ------------------ | ------------------- | --------- | ------------------------------- | ---------------------- |
| Caddy 1.4          | 4 / 8               | 1 390 cm3 | 44 kW (60 ch) à 4 700 tr/min    | 116 N m à 3 000 tr/min |
| Caddy 1.4          | 4 / 16              | 1 390 cm3 | 55 kW (75 ch) à 5 000 tr/min    | 126 N m à 3 800 tr/min |
| Caddy 1.6          | 4 / 8               | 1 595 cm3 | 55 kW (75 ch) à 5 500 tr/min    | 125 N m à 2 600 tr/min |
| Caddy 1.6          | 4 / 8               | 1 598 cm3 | 55 kW (75 ch) à 4 800 tr/min    | 135 N m à 2 800 tr/min |
| Diesel             |                     |           |                                 |                        |
| Modèle             | Cylindres/ Soupapes | Cylindrée | Puissance maxi                  | Couple maxi            |
| Caddy 1.7 SDI      | 4 / 8               | 1 716 cm3 | 42 kW (57 ch) à 4 200 tr/min    | 112 N m à 2 200 tr/min |
| Caddy 1.9 D        | 4 / 8               | 1 896 cm3 | 47 kW (64 ch) à 4 400 tr/min    | 124 N m à 2 000 tr/min |
| Caddy 1.9 SDI(BBS) | 4 / 8               | 1 896 cm3 | 47 kW (64,68 ch) à 4 200 tr/min | 125 N m à 2 200 tr/min |
| Caddy 1.9 TDI      | 4 / 8               | 1 896 cm3 | 66 kW (90 ch) à 4 000 tr/min    | 202 N m à 1 900 tr/min |
| Caddy 1.9 TDI      | 4 / 8               | 1 896 cm3 | 66 kW (90 ch) à 3 750 tr/min    | 210 N m à 1 900 tr/min |

### Galerie d'images

Volkswagen Caddy Type 9K
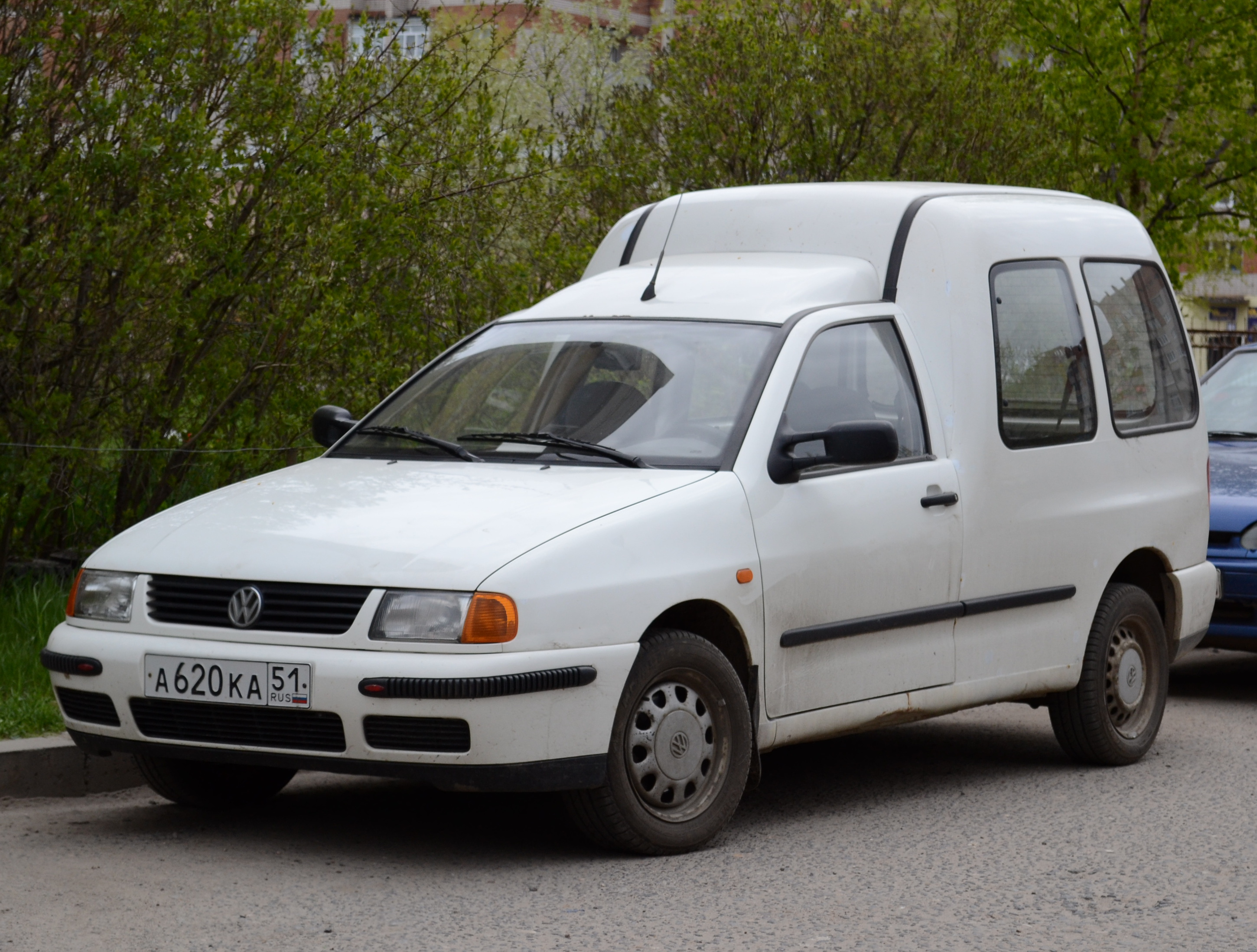
Vue de l'avant
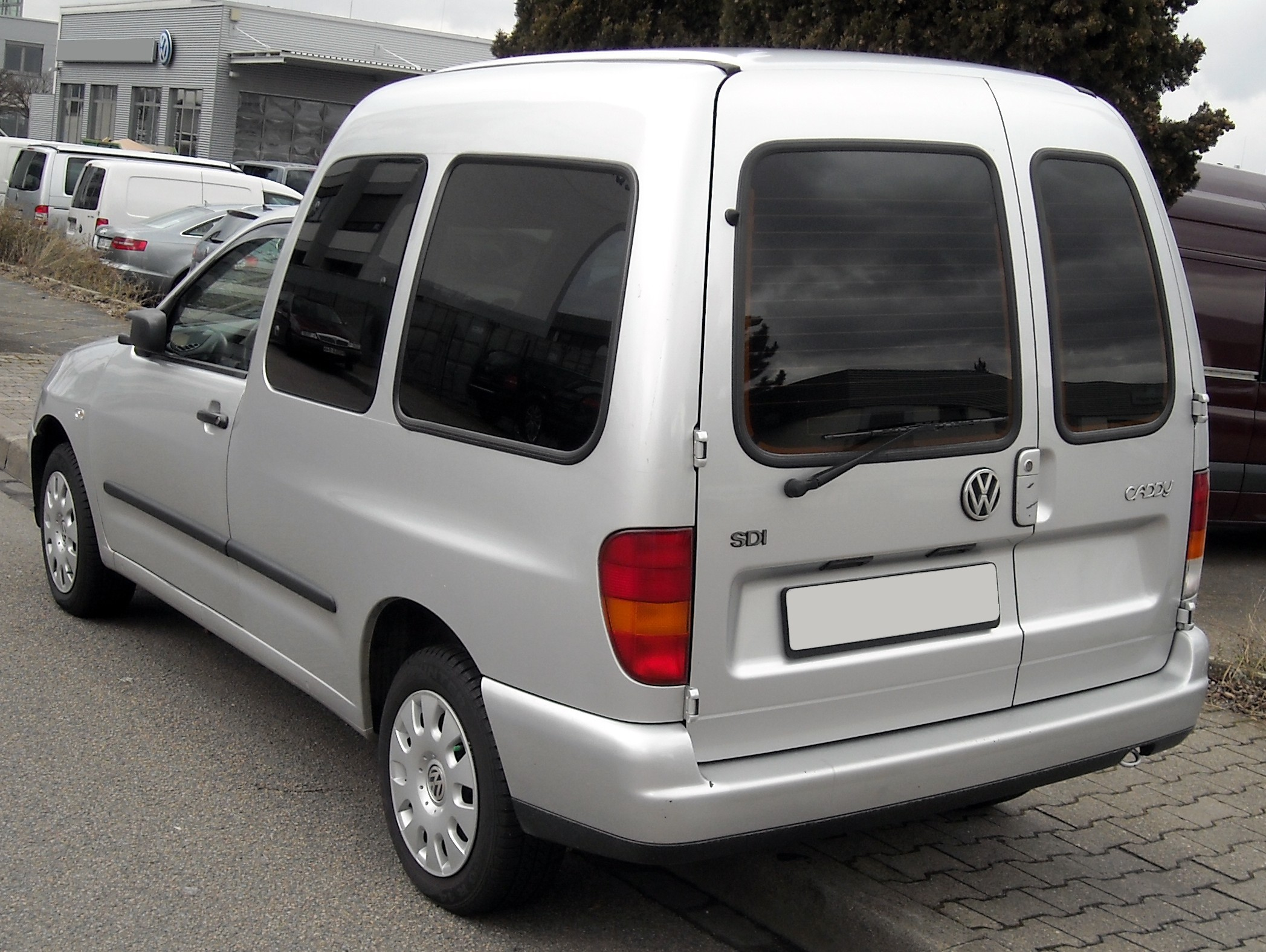
Vue de l'arrière

## Volkswagen Caddy II Pickup (Type 9U)

### Historique
Lancé en 1996 en complément du Caddy 9K, le Volkswagen Caddy Pickup 9U est en fait une Škoda Felicia Pickup rebadgée.
Il fut fabriqué dans l'usine Škoda de Kvasiny, en République tchèque, le constructeur automobile appartenant au Groupe Volkswagen depuis 1991.
Il est commercialisé dans certains pays d'Europe et d'Amérique latine. Environ 19 000 véhicules seront fabriqués.

### Motorisations
| Essence            | Essence             | Essence   | Essence                      | Essence                |
| Modèle             | Cylindres/ soupapes | Cylindrée | Puissance maxi               | Couple maxi            |
| ------------------ | ------------------- | --------- | ---------------------------- | ---------------------- |
| Caddy Pickup 1.6   | 4 / 8               | 1 598 cm3 | 55 kW (75 ch) à 4 500 tr/min | 135 N m à 3 500 tr/min |
| Diesel             |                     |           |                              |                        |
| Modèle             | Cylindres/ Soupapes | Cylindrée | Puissance maxi               | Couple maxi            |
| Caddy Pickup 1.9 D | 4 / 8               | 1 896 cm3 | 47 kW (64 ch) à 4 300 tr/min | 123 N m à 2 500 tr/min |

### Galerie d'images

Volkswagen Caddy Pickup Type 9U
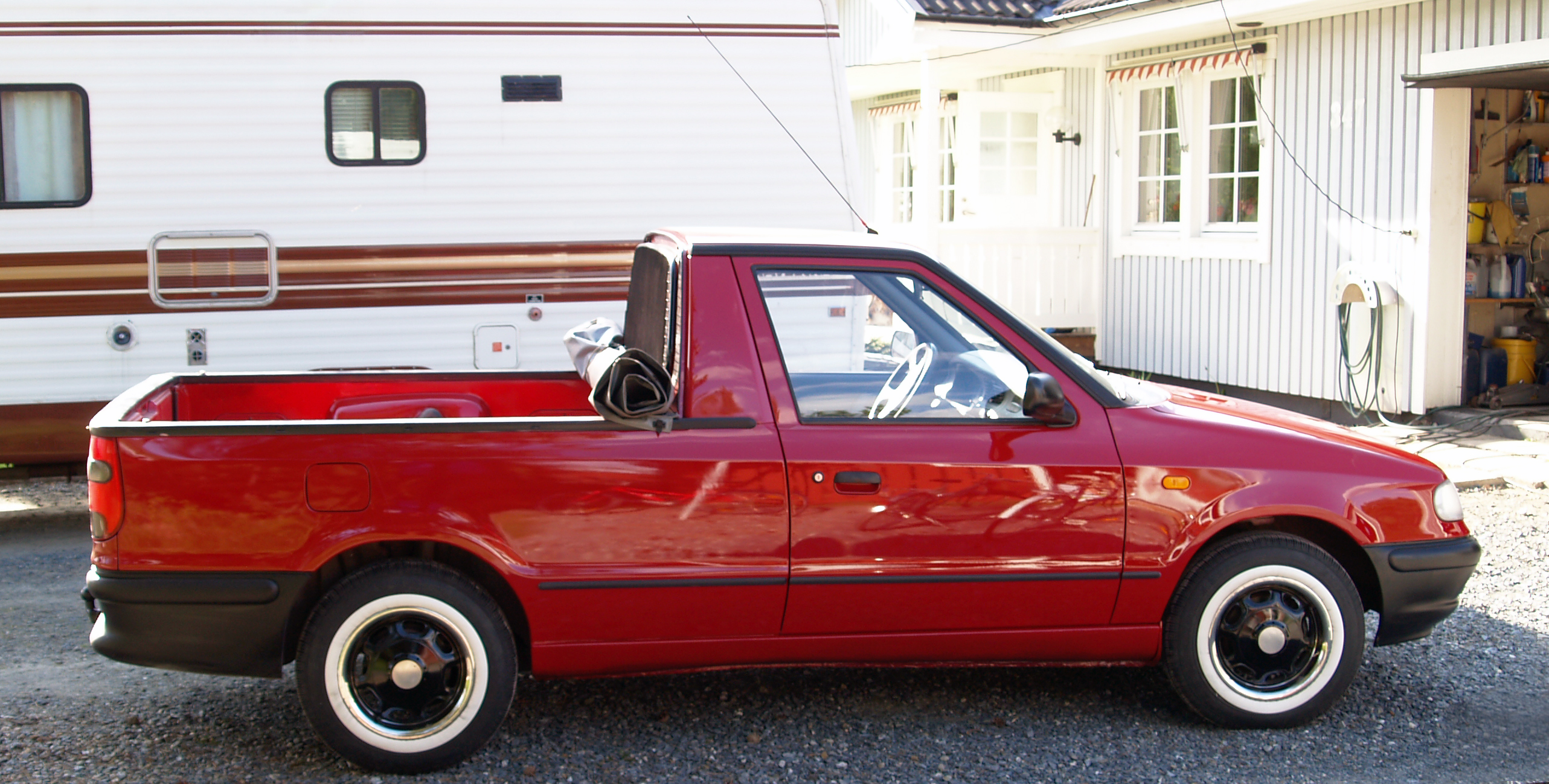
Vue de profil
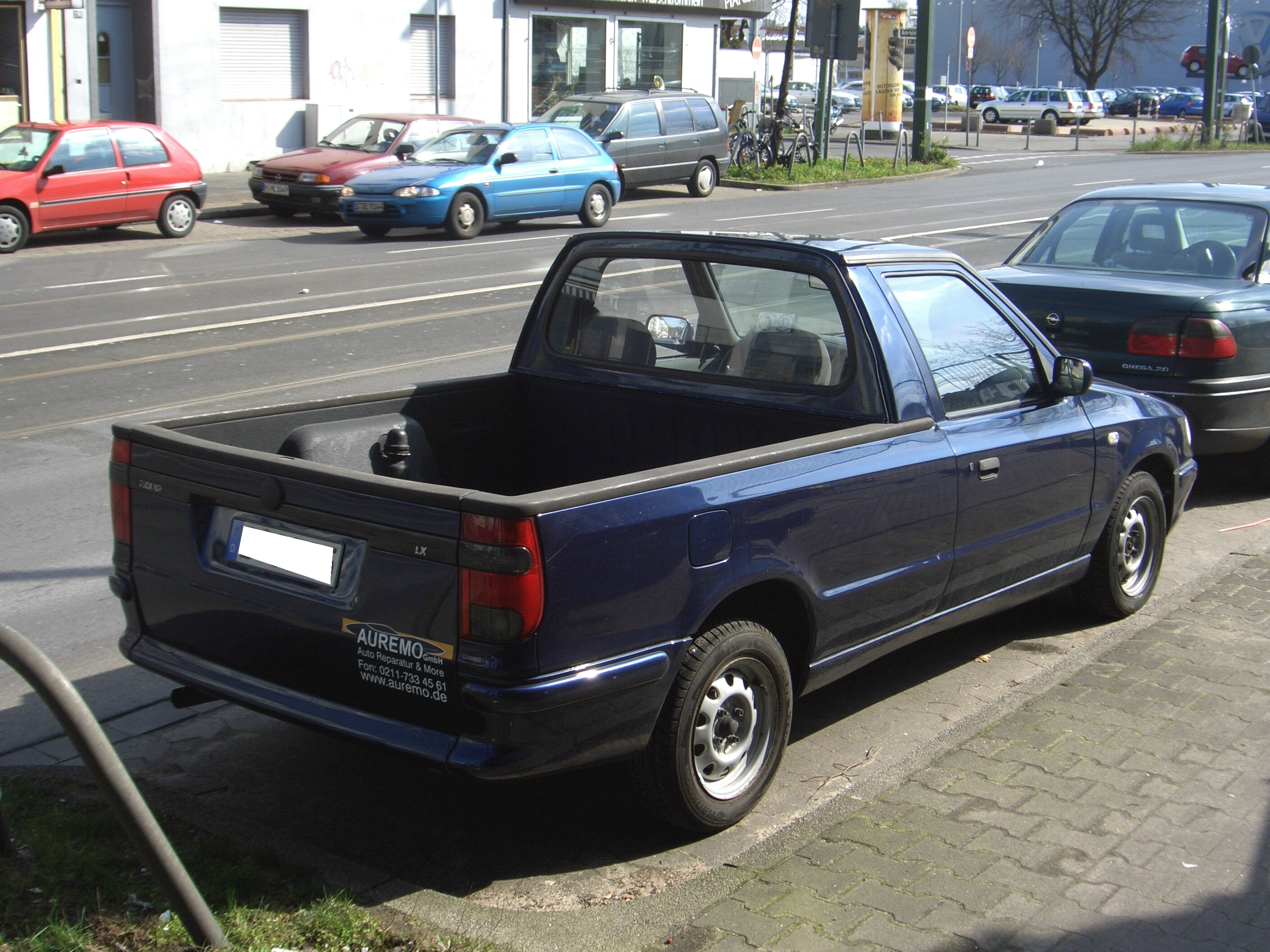
Vue de l'arrière

## Volkswagen Caddy III (Type 2K)

### Historique
En 2004, Volkswagen lance le Volkswagen Caddy 2K, la troisième génération du Caddy. Il est basé sur la plate-forme A5 du Volkswagen Touran et de la Volkswagen Golf V dont il partage un bon nombre de pièces.
Il dispose d'un hayon en série sur les versions fourgons vitré et Caddy Life (ludospace).

Le Caddy 2K est fabriqué dans l'usine d'assemblage de Poznań en Pologne, ainsi qu'a Changchun pour le marché local chinois.

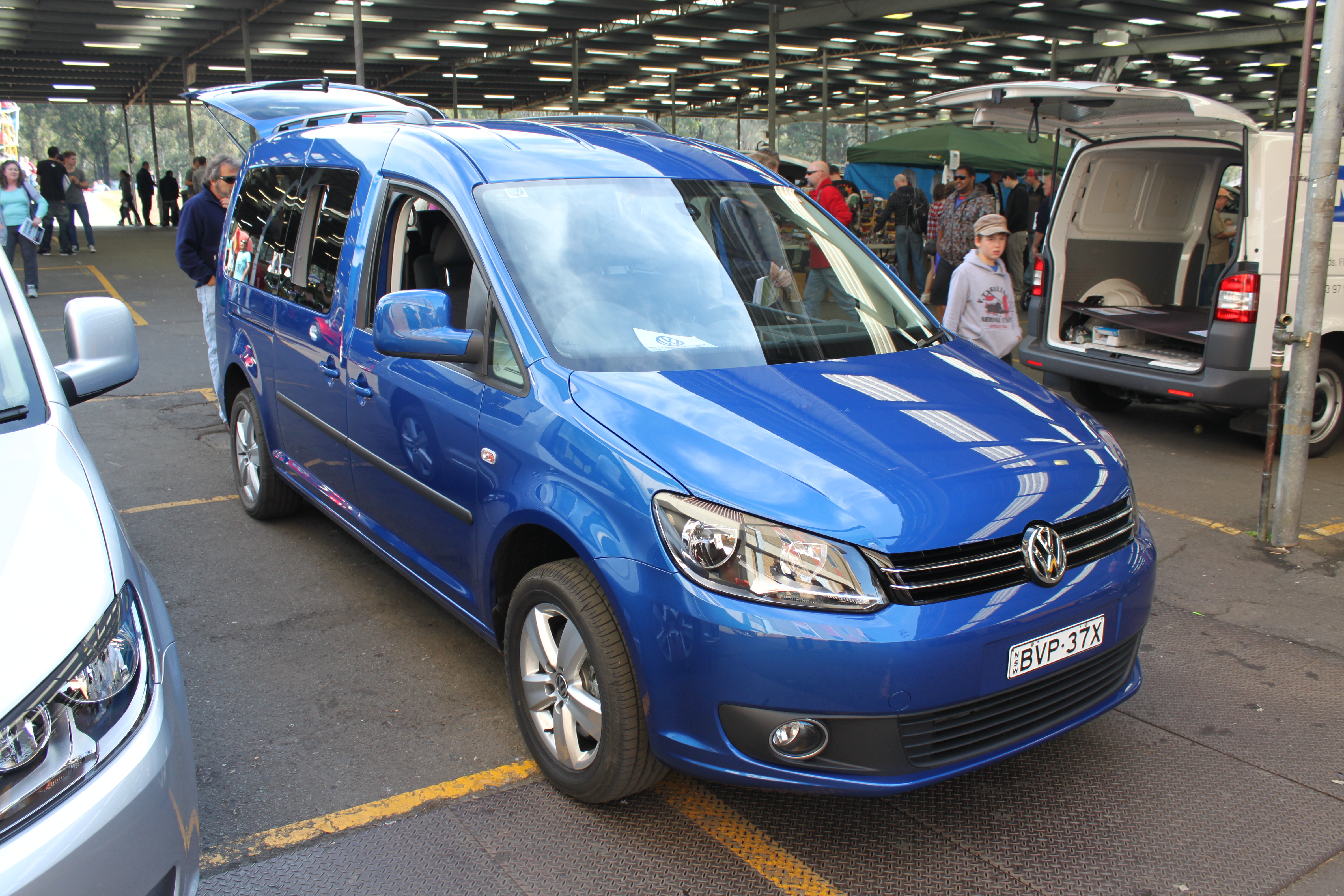
Phase 2

En 2010, le Volkswagen Caddy à droit à un restylage. La face avant est notamment modifiée pour s'aligner visuellement sur les derniers modèles de la marque, comme la nouvelle Volkswagen Golf VI.

### Versions
Le Caddy 2K se décline en plusieurs versions : une version utilitaire appelée Van et une version familiale sous forme de ludospace appelée Life.
Depuis 2008, le Caddy existe également en version rallongé, appelé Maxi, disponible sur le Caddy Van et sur le Caddy Life. Une version GNV/Essence existe: Caddy Life Ecofuel.
D'autres versions spécifiques ou limitées ont vu le jour, comme le Caddy Life Tramper ou le Caddy Carrera Cup Edition ou le Caddy edition 30

#### Volkswagen Caddy Van
Présenté pour la première fois en 2003 au RAI Commercial Vehicle Show à Amsterdam, le Caddy Van remplace le Volkswagen Caddy 9K dans le segment des Utilitaires Légers.
Destiné à un usage utilitaire, le Caddy Van mesure 4 405 mm de longueur et possède un volume de chargement de 3 200 litres.
Il a pour principaux concurrents les Peugeot Partner, Citroën Berlingo, Renault Kangoo, Fiat Doblo et dans une moindre mesure Skoda Roomster.

## Volkswagen Caddy IV
Lancée en juin 2015, la quatrième génération de Caddy dévoilée au salon international de l'automobile de Genève 2015, n'est qu'un profond restylage du troisième opus.

Volkswagen Caddy IV
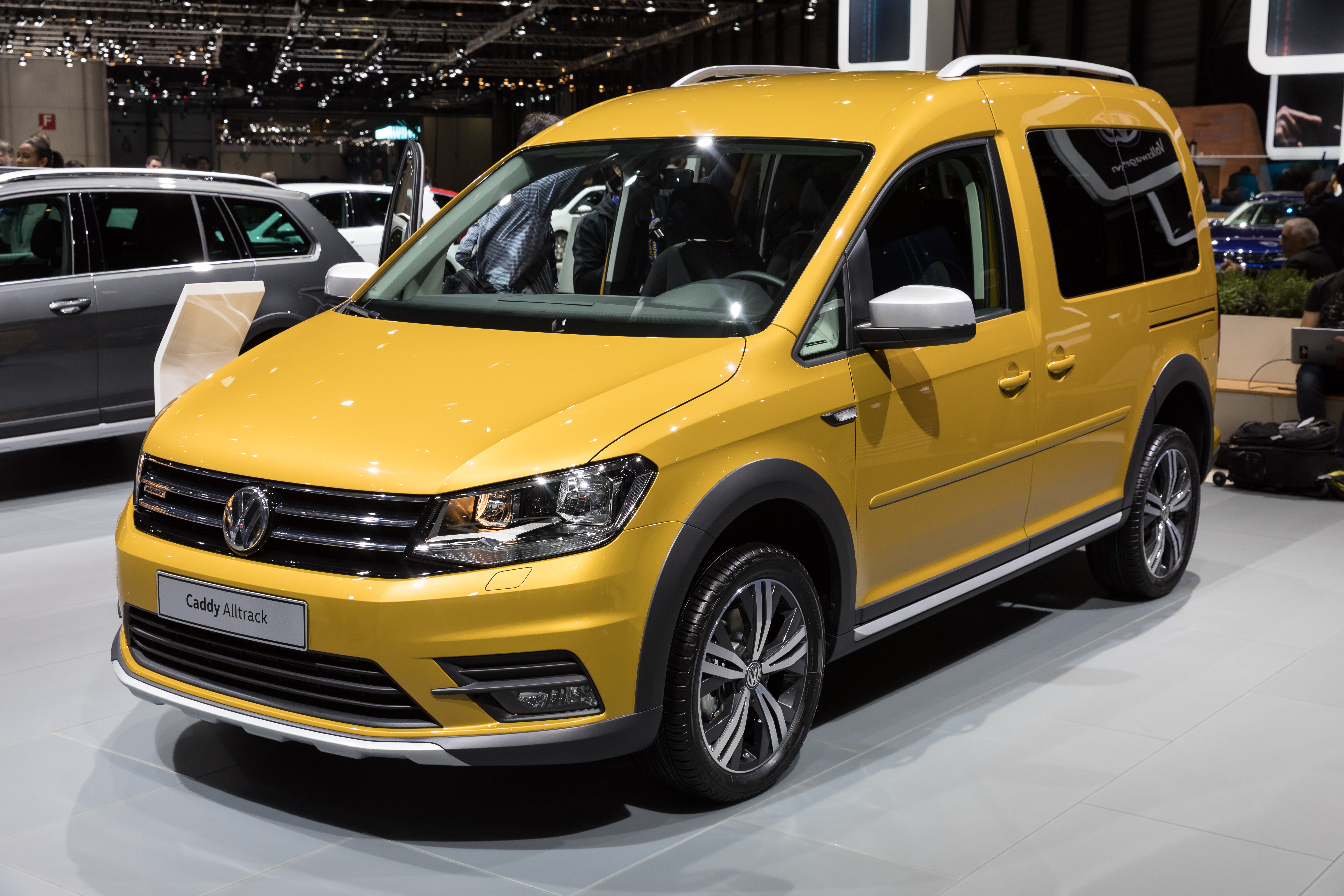
Vue de l'avant (Alltrack - version 4x4)
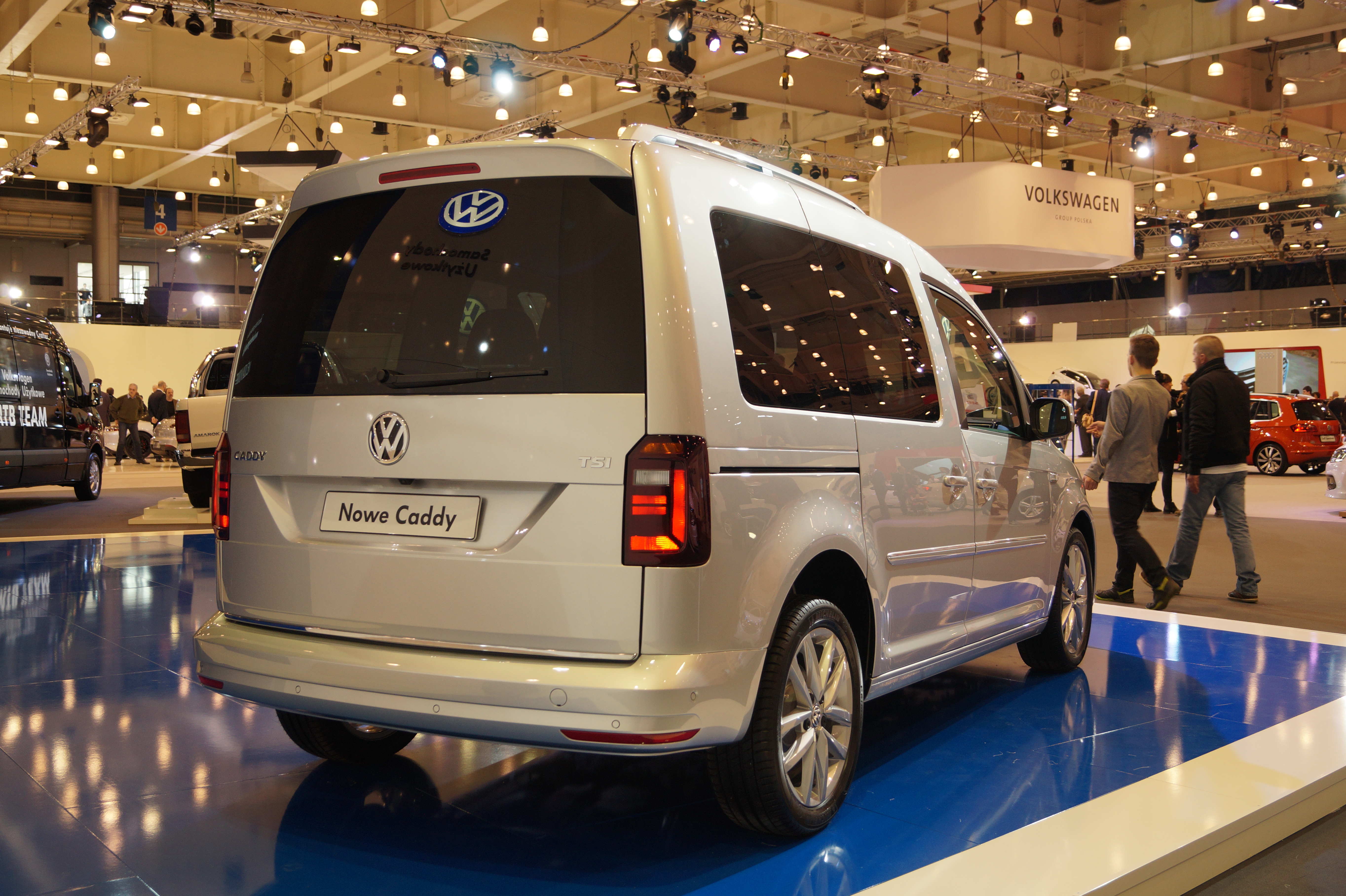
Vue de l'arrière

### Motorisations
Le Caddy est équipé de trois moteurs essence et trois diesel. Pour encore moins polluer Volkswagen a développé un moteur au gaz naturel pour le Caddy.

### Finitions
- Conceptline
- Trendline
- Confortline
- Highline
- Alltrack
- Beach

## Volkswagen Caddy Mk4 (2020 –)

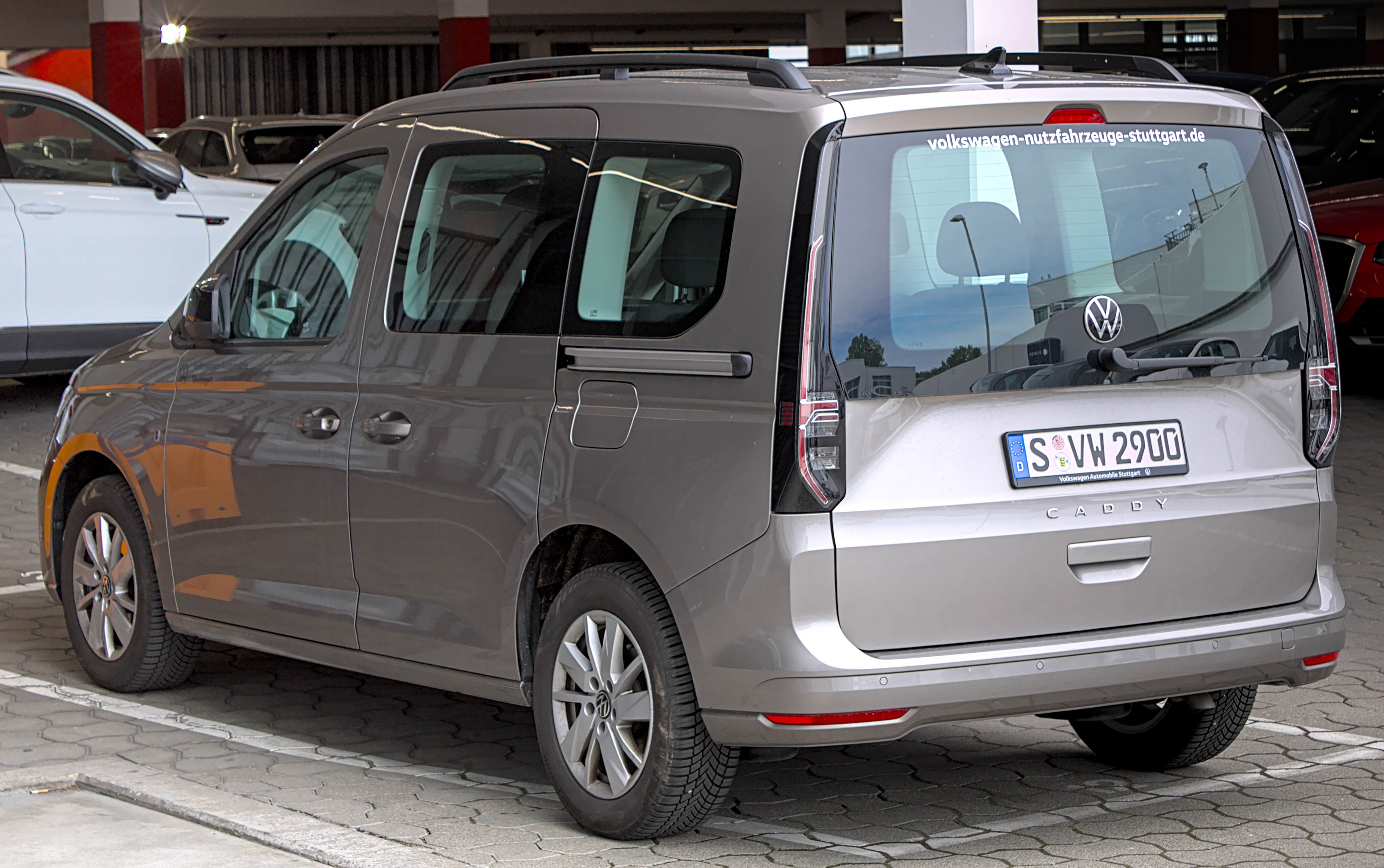
Vue de l'arrière

Le Caddy de quatrième génération est présenté en février 2020 et devait faire sa première exposition publique mondiale à l’occasion du salon international de l'automobile de Genève 2020 en mars mais celui-ci a été annulé à cause de l'épidémie de coronavirus COVID-19. Il est commercialisé à partir de janvier 2021.
Une version California apparaît en 2021 pour compléter la gamme de vans aménagés de Volkswagen. Elle est également disponible dans sa version longue Maxi.

### Caractéristiques techniques
Le Caddy de cinquième génération repose sur la plateforme technique modulaire MQBevo / MQB2020 du Groupe Volkswagen servant notamment à tous ces modèles:
- Audi A3 8Y (2020 – )
- SEAT León KL (2020 -)
- Škoda Octavia Mk4 (2020 -)
- Volkswagen Golf 8 (2019 –)
- Volkswagen Talagon (2021 –)
- Cupra Formentor (2021 –)
- Volkswagen Lamando (2022 –)
- Volkswagen Caddy Mk4 (2020 –)[24].

Il sert de base au Ford Tourneo/Transit Connect Mk3, commercialisés en 2022. Il s'agit du premier véhicule partagé entre les deux marques dans le cadre du partenariat entre VAG et Ford Motor Company concernant les véhicules utilitaires.

### Finitions
- Caddy
- Life
- Style

#### Série spéciale
- 1st Edition[26]